# ديفيد غونزاليس
ديفيد غونزاليس (9 نوفمبر 1986 بجنيف في سويسرا - ) هو لاعب كرة قدم سويسري في مركز حراسة المرمى. شارك مع منتخب سويسرا تحت 21 سنة لكرة القدم. أما مع النوادي، فقد لعب مع إتويل كاروغ ونادي سيرفيت ونادي سيون.

## وصلات خارجية
- ديفيد غونزاليس على موقع قاعدة بيانات كرة القدم.إي يو (الإنجليزية)
- ديفيد غونزاليس على موقع Soccerway.com (الإنجليزية)